# Tecolote, Guanajuato
Tecolote är en ort i Mexiko.   Den ligger i kommunen San Francisco del Rincón och delstaten Guanajuato, i den centrala delen av landet, 300 km nordväst om huvudstaden Mexico City. Tecolote ligger 1 857 meter över havet och antalet invånare är 270.
Terrängen runt Tecolote är platt norrut, men söderut är den kuperad. Terrängen runt Tecolote sluttar norrut. Runt Tecolote är det ganska glesbefolkat, med 47 invånare per kvadratkilometer. Närmaste större samhälle är San Roque, 16,3 km nordväst om Tecolote. Trakten runt Tecolote består till största delen av jordbruksmark.